# Тен Ен Себ
Тен Ен Себ, другие варианты — Тен Енсеб, Тен Ен-Себ (1912, деревня Дяхендон, уезд Сонджин провинции Северный Хамгён, Корея — 27 сентября 1987, Беслан, Северо-Осетинская АССР) — агроном колхоза «Полярная звезда» Средне-Чирчикского района Ташкентской области, Узбекская ССР. Герой Социалистического Труда (1949).

## Биография
Родился в 1912 году в крестьянской семье в деревне Дяхендон провинции Северный Хамгён, Корея.
В 1914 году его родители эмигрировали на российский Дальний Восток. До 1917 года проживал в селе Мономахова Слободка (с 1933 года — Вангоу, с 1949 года — село Лазо) Ольгинского уезда. В 1917 году его родители переехали в село Липовка Никольск-Уссурийского уезда. С 1929 года трудился рядовым колхозником в колхозе «Полярная звезда». В 1931 году вместе с колхозом переехал в село Ляличи Михайловского района Приморской области. После окончания в этом же селе в 1935 году неполной средней школы поступил в 1936 году на корейский рабфак во Владивостоке.
В 1937 году депортирован на спецпоселение в Ташкентскую область Узбекской ССР. Трудился бригадиром в колхозе «Полярная звезда» Средне-Чирчикского района (1937—1951). В 1939 году вступил в ВКП(б). Обучался в Ташкентском сельскохозяйственном техникуме имени Сталина (1941—1942), после чего продолжил трудиться агрономом в колхозе «Полярная звезда».
Применял передовые агротехнические методы, благодаря которым колхоз в 1948 году получил в среднем с каждого гектара по 81,5 центнера риса на участке площадью 55 гектаров. Указом Президиума Верховного Совета СССР от 18 мая 1949 года удостоен звания Героя Социалистического Труда с вручением ордена Ленина и золотой медали «Серп и Молот».
В 1953 году окончил Ленинградский институт прикладной зоологии фитопатологии. С 1953 года — главный агроном, заместитель председателя колхоза «Полярная звезда» Средне-Чирчикского района.
В 1959 году избирался депутатом Средне-Чирчикского районного Совета трудящихся.
В 1967 году участвовал во Всесоюзной выставке ВДНХ.
Трудился в колхозе до выхода на пенсию в 1972 году. Персональный пенсионер союзного значения.
С 1974 года проживал в Беслане, где скончался в сентябре 1987 года. Похоронен на кладбище бывшего колхоза имени Ким Пен Хва Уртачирчикского района.
Награды
- Герой Социалистического Труда
- Орден Ленина — дважды (1949, 1950)
- Орден Трудового Красного Знамени (1948)
- Орден «Знак Почёта» — дважды (1957, 1971)
- Медаль «За трудовую доблесть» (1951)
- Медаль «За доблестный труд в Великой Отечественной войне 1941—1945 гг.»
- Бронзовая медаль ВДНХ (1967)